# Epeirogenese
Epeirogenese (Grieks epeiros, land, en genesis, geboorte) in de geologie staat voor het verschijnsel van stijgingen en dalingen van grote landmassa's met als kenmerken lange glooiingen en weinig krommingen of dalen. De brede centrale delen van de landmassa's worden beïnvloed door epeirogenische bewegingen; een beweging van daling of stijging ten opzichte van de aarde.
De bewegingen kunnen tijdelijk of permanent zijn. Tijdelijke stijgingen ontstaan gedurende een thermische anomalie in de convectiestromen van de aardmantel. Permanente stijgingen ontstaan wanneer magma in de aardkorst wordt geïnjecteerd. 
Een bekend voorbeeld van een landschap gevormd door epeirogenese is het Centraal Massief in Zuid-Frankrijk.